# Slaget vid Somme
Slaget vid Somme (franska: Bataille de la Somme), också känt som Sommeoffensiven, utspelades under första världskriget mellan 1 juli och 18 november 1916 i det franska distriktet Somme, på båda sidorna av floden med samma namn. Slaget bestod av en offensiv ledd av brittiska och franska armén mot den tyska armén som invaderat Frankrike i augusti 1914 och ockuperat stora delar av landet. Slaget vid Somme var ett av de största slagen under första världskriget. Vid tiden då striderna hade ebbat ut under senhösten 1916 hade mer än 1 miljon soldater skadats eller dött ur de deltagande styrkorna, vilket gör det till ett av de blodigaste slagen någonsin.

## Bakgrund
Planen för Somme-offensiven utvecklades ur de allierades strategiska diskussioner i Chantilly, Oise, i december 1915. Under ledning av general Joseph Joffre, överbefälhavare för den franska armén, enades de franska, brittiska, italienska och ryska arméerna om en samordnad offensiv mot centralmakterna år 1916. Somme-offensiven skulle bli det anglo-franska bidraget till denna allmänna offensiv, och syftade till att med ett avgörande slag skapa en bristning i den tyska linjen, som sedan kunde utnyttjas. Sedan tyskarna inlett angreppet på fästningen Verdun vid floden Meuse i februari 1916, var de allierade tvungna att anpassa sina planer. Den brittiska armén tog ledningen vid Somme, eftersom en stor del av de franska styrkorna var bundna till Verdun.

## Slaget
Efter åtta dagars förberedande artillerield, räknade general Henry Rawlinson med att ha gett både infanteri och general Douglas Haigs kavalleri en enkel inledning. Men de främre tyska skyttegravsbunkrarna var djupare och bättre än britterna tänkt sig, dessutom hade inte artillerielden förstört taggtråden. Under slagets första dag, den 1 juli 1916, drabbades den brittiska armén av den största förlusten under hela kriget: nära 40 000 soldater sårades och ca 20 000 stupade. Ententens förluster skulle ha varit högre om inte de tyska trupperna ofta hade blivit så berörda av slakten att de lät de anfallande soldaterna retirera utan beskjutning. På grund av den brittiska arméns sammansättning, vid denna tidpunkt huvudsakligen en frivillig styrka med många bataljoner bestående av större grupper män från enskilda hemtrakter, fick förlusterna en djup inverkan på det brittiska samhället. Förlusterna fick också en stor social inverkan på Newfoundland, eftersom flera av regionens män som erbjudit sig att tjänstgöra i kriget dog den dagen. 
Under slaget användes också en stridsvagn för första gången.

## Resultat
Slagets genomförande har varit föremål för historisk kontrovers: höga officerare såsom general sir Douglas Haig, befälhavare över British Expeditionary Force och Henry Rawlinson, befälhavaren för fjärde armén, har kritiserats för att ådragit sig mycket stora förluster samtidigt som man misslyckats med att uppnå sina territoriella mål. Andra historiker har skildrat Somme som en viktig förberedelse för besegrandet av den tyska armén, och en som gav den brittiska armén värdefulla taktiska och operativa lärdomar.
Vid slagets slut hade brittiska och franska styrkor trängt in som mest 9,7 km till det av tyskarna ockuperade territoriet. Den brittiska armén var cirka fem kilometer från Bapaume och man lyckades heller inte erövra Le Transloy eller någon annan fransk ort och misslyckades med att uppnå många av sina taktiska mål. Tyskarna höll fortfarande en obruten skyttegravslinje och var inte lika demoraliserade som det brittiska överkommandot hade räknat med. I själva verket hade slaget sin djupaste verkan på den brittiska allmänheten och symboliserar ännu ett sekel senare det meningslösa dödandet under det fyra år långa kriget.

Tyskarna uppskattas ha förlorat drygt 500 000 man som stupade och sårades vid Somme. De allierade hade säkerligen förlorat ännu mera. De officiella siffrorna för franska förlusterna blev 194 451 och det brittiska 419 654.